# Grover, Quận Marinette, Wisconsin
Grover là một thị trấn thuộc quận Marinette, tiểu bang Wisconsin, Hoa Kỳ. Năm 2010, dân số của thị trấn này là 1.720 người.